# C'est une chose étrange à la fin que le monde
C'est une chose étrange à la fin que le monde est un roman de Jean d'Ormesson publié le 23 août 2010 aux éditions Robert Laffont. Le titre de l'œuvre est le premier vers du poème Que la vie en vaut la peine (Chant II du recueil Les Yeux et la Mémoire) d'Aragon, ancien ami de Jean d'Ormesson que ce dernier avait essayé de faire entrer à l’Académie française. Le vers suivant du poème, « Un jour je m'en irai sans en avoir tout dit », constitue le titre d'un autre roman publié par l'auteur en 2013, ainsi que le dernier vers, « Je dirai malgré tout que cette vie fut belle », ouvrage paru en 2016.

## Résumé
Cette section est promotionnelle ou publicitaire (juin 2023). Considérez son contenu avec précaution et/ou discutez-en.
Qu’est donc la vie ? D’où provient-elle ? A-t-elle un sens ? Comment se fait-il qu’il y ait un Tout et non un rien ? Comment fonctionne ce Tout qu’est l’Univers ? Est-il permis d’espérer Dieu ? Est-il permis d’espérer à un autre Tout après la mort ? Voici les principales questions que les philosophes, les mathématiciens, les scientifiques, l’Homme, se posent depuis trois mille ans...

## Réception critique
Franz-Olivier Giesbert, cite le livre de Jean d'Ormesson dans son ouvrage Dieu, ma mère et moi comme l'une des œuvres qu'il garde toujours près de sa table de nuit.

## Éditions
- C'est une chose étrange à la fin que le monde, éditions Robert Laffont, 2010  (ISBN 2-221-12336-0).

## Livre audio
- Jean d'Ormesson, C'est une chose étrange à la fin que le monde, Paris, Audiolib, 10 novembre 2010 (ISBN 978-2-35641-263-8, BNF 42307722)Narrateur : Hervé Lacroix ; support : 1 disque compact audio MP3 ; durée : 5 h 35 min environ (incluant un entretien de 26 min environ avec l'auteur) ; référence éditeur : Audiolib 25 0299 5.